# NGC 3820
NGC 3820 é uma galáxia espiral (Sbc) localizada na direcção da constelação de Leo. Possui uma declinação de +10° 23' 04" e uma ascensão recta de 11 horas, 42 minutos e 04,8 segundos.
A galáxia NGC 3820 foi descoberta em 29 de Abril de 1865 por Heinrich Louis d'Arrest.